# Geo News
Geo News komercijalni je pakistanski televizijski kanal informativnog karaktera.

## Povijest
Geo Television Network mreža započela je radom nakon početka emitiranja njihovog glavnog televizijskog kanala Geo TV. U međuvremenu je pokrenula nekoliko novih kanala, kao što su Geo Tez, Geo Kahani, Geo Super i Geo Entertainment. Do 2015. godine glavni urednik Geo Newsa za Europu bio je pakistanski novinar Iftikhar Qaisar.

## Voditelji vijesti
- Wajih Sani
- Abdullah Sultan
- Rabia Anum
- Muhammad Junaid
- Absa Komal
- Ayesha Khalid
- Hifza Chaudhary
- Ashar Alam
- Zohaib Hassan

## Ostali voditelji
- Hamid Mir
- Talat Hussain
- Shahzaib Khanzada
- Muneeb Farooq
- Ayesha Bakhsh
- Ayesha Ehtisham
- Shajia Niazi
- Jugnu Mohsin
- Ali Meer

## Analitičari
- Mazhar Abbas
- Hassan Nisar
- Najam Sethi
- Rana Jawad
- Sohail Warriach